# Allan Nyom
Allan-Roméo Nyom (* 10. května 1988) je kamerunský profesionální fotbalista, který hraje na pozici pravého obránce za španělský klub CD Leganés.

## Klubová kariéra

### Juniorské roky a období v Granadě
Narodil se v Neuilly-sur-Seine ve Francii, kde hrál pouze amatérský fotbal. Hrál v klubu AS Nancy a poprvé si profesionálně zahrál za klub AC Arles-Avignon v Championnat National. V létě 2009 podepsal smlouvu s italským klubem Udinese Calcio a okamžitě byl poslán na hostování do španělského Granady CF v rámci partnerské smlouvy mezi oběma kluby.
Nyom se rychle stal hráčem základní jedenáctky a klubu pomohl postoupit ze Segunda División B do La Ligy během pouhých dvou sezón. V posledně jmenované soutěži debutoval 27. srpna 2011 při domácí prohře 0:1 s Realem Betis.
Nyom prodloužil smlouvu s Udinese na konci května 2013, ale nadále hrál v Granadě. Svůj první a jediný gól ve španělské nejvyšší soutěži vstřelil 25. října 2014 a poslal hosty do vedení při remíze 1:1 na hřišti SD Eibar.

### Watford
Dne 14. července 2015 podepsal čtyřletou smlouvu s nově postoupivším týmem do Premier League Watfordem. Debutoval 8. srpna při remíze 2:2 na hřišti Evertonu.

### West Bromwich Albion
Dne 31. srpna 2016 se Nyom připojil ke klubu West Bromwich Albion za nezveřejněný poplatek. Poté, co se prosadil v základní sestavě, si 22. listopadu připsal první asistenci při domácí výhře 4:0 nad Burnley.
Nyom se v létě 2018 vrátil do španělské nejvyšší soutěže, když podepsal smlouvu s CD Leganés na sezónní hostování. V klubu debutoval 16. září, když odehrál 85 minut při domácí prohře 0:1 proti Villarrealu CF. Svůj jediný gól během hostování vstřelil o tři měsíce později při remíze 1:1 s Getafe CF na Estadio Municipal de Butarque.

### Getafe
Dne 24. července 2019, poté, co skončilo jeho hostování v Leganés, se Nyom připojil k Getafe na dvouletou smlouvu s opcí na další sezónu. West Bromwich se odvolával k FIFA a požadoval kompenzaci ve výši 2,7 milionu liber. Dne 28. ledna 2022 Nyom ukončil s klubem smlouvu.

### Leganés
Nyom se 28. ledna 2022 vrátil do Leganés a podepsal zde smlouvu na 18 měsíců.

## Reprezentační kariéra
Nyom se na mezinárodní úrovni rozhodl reprezentovat Kamerun a svůj první zápas odehrál 11. listopadu 2011 při přátelském vítězství 3:1 proti Súdánu. Trenér Volker Finke jej vybral do týmu pro Mistrovství světa ve fotbale 2014, Nyom na turnaji debutoval 23. června proti Brazílii. Krátce před uplynutím 30. minuty napomohl vyrovnávací trefě Joëla Matipa, ale domácí nakonec vyhráli 4:1. Kamerunské mužstvo po třech prohrách skončilo poslední ve skupině a z turnaje vypadlo už po skupinové fázi.

## Úspěchy
Granada
- Segunda División B: 2009/10